# Expulsion des Albanais

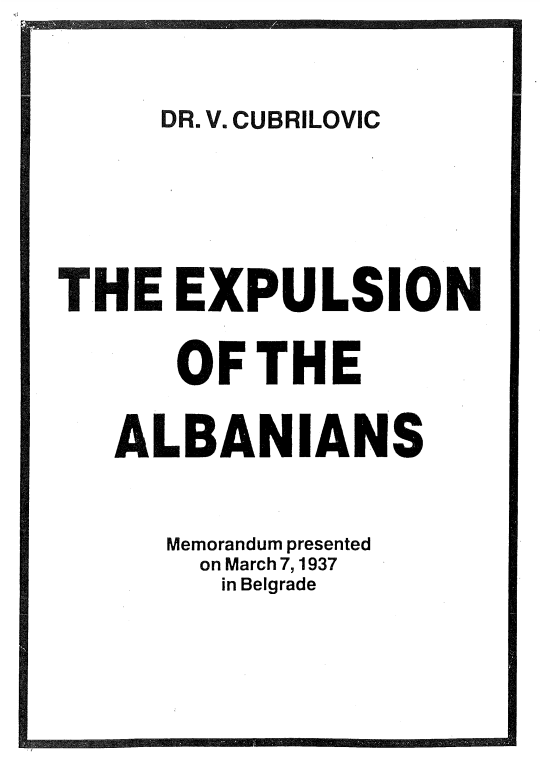
Mémorandum présenté le 7 mars 1937 à Belgrade sur l'expulsion des Albanais

L'Expulsion des Albanais, est un mémorandum politique écrit par Vaso Čubrilović le 7 mars 1936, qui proposait l'expulsion en masse du peuple albanais du Kosovo.